# 三神八四郎
三神 八四郎（みかみ はちしろう、1887年〈明治20年〉2月28日 - 1919年〈大正8年〉12月7日）は、山梨県中巨摩郡大鎌田村（現・甲府市）出身の男子テニス選手。日本における硬式テニスの導入を最も早く提言した人物であり、早稲田大学の「三神記念コート」にその名を残している。

## 経歴
豪族で甲府電灯会社（後に東京電力が吸収合併）の創業者である父・三神有長、母・三神とよの間に生まれる。上に姉4人、兄3人がいたため、8番目の子どもで四男、という意味で「八四郎」と名付けられた。アメリカのプロ野球チーム「オール・ネイションズ」でプレーした三神吾朗は、彼の弟である。
早稲田中学（現・早稲田高等学校）を経て早稲田大学に入学。庭球部に入り、中心選手として試合では副将・大将を多く務めた。
早稲田大学卒業後、シカゴ大学に留学。ここで硬式テニスに出会い、1912年（大正元年）には雑誌『武侠世界』（これは、三神が所属していたスポーツ社交団体「天狗倶楽部」が大きく関わっている雑誌だった）上で硬球採用論を唱えた。これが、日本で初めての硬球採用論となる。
1915年（大正4年）に一旦帰国。翌1916年（大正5年）にはマニラの東洋選手権大会に出場し、シングルスでベスト4、熊谷一弥とのダブルスで準優勝の成績を収めた。同年、自ら資金を作り、熊谷と共にアメリカ遠征に向かう。三神本人は足を負傷したため試合自体にはあまり出なかったが、熊谷は当時の全米ランキング1位であったビル・ジョンストンを破るなどの成果を上げ、全米5位にランクインしている。1916年の全米選手権で、三神と熊谷の2人は日本人テニス選手として最初の4大大会出場者になった。三神は男子シングルス1回戦でウィリアム・クローシャー（1906年度優勝者）に 2-6, 2-6, 1-6 で敗退する。彼にとっては、これが唯一の4大大会挑戦になった。
1917年（大正6年）、芝浦で開催された第3回極東選手権競技大会に出場し、熊谷とのダブルスで優勝する。また、大阪に「大阪ローンテニスクラブ」を設立し、硬式テニスの普及にも務めた。
1919年（大正8年）、マニラで開催された第4回極東選手権競技大会でシングルス優勝。しかし同年、フィリピンでの麻栽培園の計画を進めている最中に、山中で落馬した怪我がもとで（虫垂炎が悪化という説もある）、ダバオにて死去。墓所は甲府市大里町の東光寺にある。
死後、その遺産は全額が母校・早稲田大学に寄付され、それが元となって同大学に「三神記念コート」が作られた。彼の存命中は、早稲田大学テニス部は硬式への挑戦に乗り気ではなかったが、彼の死後になってから福田雅之助などが早稲田大学出身の硬式テニス選手として活動を開始した。